# آتا ایرلاینز
آتا ایرلاینز (انگلیسی: ATA Airlines) شرکت هواپیمایی آمریکایی بود، که در سال ۱۹۷۳ تأسیس شد.